# Myles McKay
Myles Ronald McKay (Menomonee Falls, 19 luglio 1986) è un ex cestista statunitense.